# Jeroen Gebben
L.J. (Jeroen) Gebben (Groningen, 7 april 1971) is een Nederlands bestuurskundige, politicus en bestuurder. Hij is lid van de VVD. Sinds 1 maart 2025 is hij directeur Veiligheid en algemeen commandant Brandweer Fryslân bij de Veiligheidsregio Fryslân.

## Carrière
Gebben is geboren in Groningen en getogen in Buitenpost. Hij ging daar naar het Lauwers College. Hij studeerde bestuurskunde aan de Universiteit Twente. 
Na zijn studie was hij onder andere werkzaam als beleidsadviseur van de hoofdofficier van justitie bij het Openbaar Ministerie in Rotterdam en als projectleider regionale veiligheidshuizen Rotterdam-Rijnmond. Hij was van 2006 tot 2010 gemeenteraadslid in Barendrecht en tussen 2010 en 2015 was hij er wethouder.
In zijn eerste periode (2010-2014) als wethouder had Gebben in zijn portefeuille afval en reiniging, beheer openbare ruimte, verkeer en vervoer, rioolbeheer, openbaar vervoer, watermanagement, wijkregie, onderwijs en volwasseneneducatie en verantwoordelijk voor het Integraal Huisvestingsplan I en II en was hij eerste locoburgemeester. In zijn tweede periode (2014-2015) had hij in zijn portefeuille onderwijs en -huisvesting, volwasseneneducatie, jeugd & jongeren, jeugdzorg (decentralisatie), kinderopvang, verkeer en vervoer, vastgoed & accommodaties, rioolbeheer, watermanagement, evenementen, project LOC, project Jongerencentrum, project Programma Samenwerking Onderwijs & Bedrijfsleven, project MFA Kruidentuin, centrum voor Jeugd & Gezin en was hij tweede locoburgemeester. 
Vervolgens was Gebben vanaf 15 september 2015 voorzitter van het college van bestuur van Edudelta Onderwijsgroep, een scholengroep voor VMBO en MBO met vestigingen in Zuid-Holland en Zeeland. Met ingang van 28 februari 2017 werd hij burgemeester van Tietjerksteradeel. Hij kreeg algemeen bestuurlijke zaken, openbare orde en veiligheid, politie, brandweer, coördinerend portefeuillehouder overheidsparticipatie, burgerzaken en verkiezingen, communicatie en dienstverlening en adviseur klankbordgroep raadsprogramma (proces) in zijn portefeuille.
Gebben werd voorzitter van de raad van toezicht van Afûk, lid van de raad van toezicht van Centrum Jeugd en Gezin Rijnmond te Rotterdam, voorzitter van de P.J. Oud Gezelschap VVD, voorzitter van de werkveldadviescommissie voor de opleiding integrale veiligheidskunde van de Thorbecke Academie en voorzitter van de Stichting Samenwerkende Bouwbedrijven Friesland. Per 1 maart 2025 stopte hij als burgemeester van Tietjerksteradeel en werd hij directeur Veiligheid en algemeen commandant Brandweer Fryslân bij de Veiligheidsregio Fryslân.
Gebben is gehuwd en vader van drie kinderen.